# Трейсі Алмеда-Сінджиан
Трейсі Алмеда-Сінджиан (англ. Tracy Almeda-Singian; нар. 6 жовтня 1979) — колишня американська тенісистка.
Найвищу одиночну позицію світового рейтингу — 159 місце досягла 7 серпня 2000, парну — 218 місце — 19 липня 1999 року.

## Фінали ITF
| Турніри $50,000 |
| Турніри $25,000 |
| Турніри $10,000 |

### Одиночний розряд (1–2)
| Результат | Ранг | Дата           | Турнір                               | Покриття | Суперниця         | Рахунок          |
| --------- | ---- | -------------- | ------------------------------------ | -------- | ----------------- | ---------------- |
| Перемога  | 1.   | 15 червня 1997 | Боссонан, Швейцарія                  | Ґрунт    | Сесілія Шарбонньє | 6–4, 6–4         |
| Поразка   | 1.   | 24 травня 1998 | Спартанбург (Південна Кароліна), США | Ґрунт    | Хрістіна Пападакі | 3–6, 0–6         |
| Поразка   | 2.   | 23 липня 2000  | Мава (Нью-Джерсі), США               | Тверде   | Сандра Качіч      | 2–6, 7–6(6), 5–7 |

### Парний розряд (0–3)
| Результат | Ранг | Дата           | Турнір                                     | Покриття | Партнерка       | Суперниці                      | Рахунок       |
| --------- | ---- | -------------- | ------------------------------------------ | -------- | --------------- | ------------------------------ | ------------- |
| Поразка   | 1.   | 14 червня 1998 | Гілтон-Гед-Айленд (Південна Кароліна), США | Тверде   | Голлі Паркінсон | Сенді Шуріфонґ Ванесса Вебб    | 2–6, 6–7(4)   |
| Поразка   | 2.   | 17 травня 1999 | Джексон (Алабама), США                     | Ґрунт    | Рената Колбовіч | Джулі Стівен Ліндсей Лі-Вотерс | 6–4, 5–7, 2–6 |
| Поразка   | 3.   | 20 червня 1999 | Градо, Італія                              | Ґрунт    | Флавія Пеннетта | Леа Жирарді Нелле ван Лоттум   | 6–1, 4–6, 4–6 |